# Hrdinská fantasy
Hrdinská fantasy (anglicky heroic fantasy) je podžánr fantasy, který vypráví o hrdinských činech protagonisty nebo skupiny protagonistů. Díla, která se k němu lze přiřadit, se objevují především ve fantasy literatuře, ale také ve filmu a dalších médiích. Vymezení žánru není zcela jednoznačné. Na jednu stranu bývá zdůrazňována blízkost k vysoké (epické) fantasy a autorům jako John Ronald Reuel Tolkien, na druhou stranu bývá hrdinská fantasy bývá ztotožňována s žánrem meč a magie, k němuž patří autoři dobrodružné fantasy jako Robert E. Howard s barbarem Conanem. Obvykle čerpá inspiraci z hrdinského mýtu nebo eposu.

## Vymezení
Vnímání hrdinské fantasy a meče a magie jako synonymních nebo téměř synonymních žánrových označení je velmi časté. Existují však snahy tyto dva žánry alespoň částečně odlišit. Podle Neffa a Olši je hrdinská fantasy soustředěna více na boj, zatímco meč a magie klade větší důraz na kouzla. Joseph A. McCullough a C. Palmer-Patelová vidí klíčový rozdíl v šíři záběru. Zatímco meč a magie podle nich vypráví o střetnutí hrdiny s dílčí překážkou či nepřítelem, v hrdinské fantasy je záběr velkolepější, hrdina je spojen s posvátnem a ve fikčním světě i příběhu samotném hrají roli božstva, osud, střetnutí dobra a zla, chaosu a řádu či podobně zásadních sil. Přitom často dochází k prolínání s vysokou fantasy či epickou fantasy – hrdinská fantasy je pak být vnímána jako jejich subžánr, přičemž se pro jednoznačnost užívá také spojení „hrdinská epická fantasy“. Příkladem takového díla je Pán prstenů.
Encyklopedie fantastických světů pak vnímá „vysokou fantasy“, „epickou fantasy“ a „hrdinskou fantasy“ jako synonyma, byť udává, že se hrdinská fantasy někdy užívá také pro označení děl žánru meč a magie, které ale definuje odlišně. U hrdinské fantasy zdůrazňuje „heroického ducha“ příběhu a značný rozsah jednotlivých děl, přičemž často jde o celé série nebo ságy. Klíčový je podle této publikace také samotný svět, jenž hraje významnější roli než kterákoliv postava – proto jsou díla obvykle doplňována mapami, rodokmeny, přehledy, slovníčky či pojednáními o historii.

## Autoři
Encyklopedie fantastických světů, která zdůrazňuje vazby hrdinské a vysoké fantasy, považuje za průkopníka především Williama Morrise, a to díky stěžejní knize Studna na konci světa (1896). K žánru dále patří autoři jako lord Dunsany, J. R. R. Tolkien, Terry Brooks, David Gemmell, Stephen R. Donaldson, C. S. Lewis, E. R. Eddison a další. Pokud je heroická fantasy vnímána jako žánr totožný s mečem a magií či jemu blízký, pak lze k jeho významným tvůrcům přiřadit zejména Fritze Leibera, Roberta E. Howarda či Michaela Moorcocka.